# Palazzo Cutore
Palazzo Cutore è un edificio storico di Paternò, situato in piazza Indipendenza e fa ad angolo con via Teatro dove vi è l'ingresso principale e la facciata più ampia. È una delle dimore della nobile famiglia dei baroni Cutore di San Carlo.
Sorto nell'800 ad opera dei nobili Cutore, il palazzo ha le due facciate caratterizzate da balconi e portali decorati da timpani neoclassici e altri ornamenti; il grande portone d'ingresso è molto porticolare. L'interno diviso in più appartamenti è arricchito da alcune stanze con soffitti dipinti.